# جيمس كلينتون
جيمس كلينتون (بالإنجليزية: James Clinton)‏ هو ضابط أمريكي، ولد في 9 أغسطس 1736 في مقاطعة أولستر في الولايات المتحدة، وتوفي في 22 سبتمبر 1812.